# 秋田知里
秋田知里（日語：秋田 知里，1994年1月31日—），日本女歌手、偶像、作词家、声优，东京都出身，假面骑士GIRLS成员之一，还扮演过《地球防卫军》 、《进击的巨人》等角色。
她曾參加浙江卫视真人秀《王牌对王牌》第二季節目。

## 作品

### 配信单曲
- 2019年1月11日
- 2019年1月18日 Break it Out!
- 2019年1月25日 melodies
- 2019年2月1日 precious one
- 2023年2月14日 The story so far（TV动画《英雄传说 闪之轨迹：北方战役》片头曲）

### 迷你专辑
| #   | 发售日        | 标题     | 编号     | 备注       |
| --- | ------------- | -------- | -------- | ---------- |
| 1st | 2019年2月14日 | melodies | AKT-0001 | 全４曲收录 |

## 電視節目
- 《王牌对王牌》
- 《中国式相亲》

## DVD寫真集
- 《Hope 4 U》